# Heteroscada garleppi
Heteroscada garleppi är en fjärilsart som beskrevs av Richard Haensch 1909. Heteroscada garleppi ingår i släktet Heteroscada och familjen praktfjärilar. Inga underarter finns listade i Catalogue of Life.